# RS-MMC
Reduced Size Multimedia Card («мультимедиа карта уменьшенного размера») или RS-MMC — формат карт флэш-памяти, электрически совместимый с MMC, но меньшего размера, работающих при напряжении 3 В.
Также существует DV RS-MMC или Dual-Voltage Reduced Size Multimedia Card, которые работают под напряжением 3 и 1,8 В: использование под напряжением 1,8 В экономнее. Карты DV RS-MMC можно отличить по наличию двух рядов контактов.
RS-MMC обоих типов используется в некоторых телефонах фирм Nokia (RS-MMC DV на 6630, 6680, N70, E60 и т. д.) и Siemens (S65, S75, C81 и т. д.): с помощью этой карты, память в телефоне может быть увеличена до 2 гигабайт.
Для совместимости с устройствами, использующими полноразмерные MMC/SD-карты, RS-MMC комплектовались прицепным хвостовиком, увеличивающим длину карты до необходимой.
На данный момент этот тип карт памяти устарел, поскольку очень сильно уступает в скорости даже обычным картам Secure Digital, и в настоящее время не используется. На смену RS-MMC пришли карты памяти mini-SD и micro-SD.